# 川辺郵便局 (和歌山県)
川辺郵便局（かわなべゆうびんきょく）は、和歌山県和歌山市にある郵便局。民営化前の分類では集配特定郵便局であった。

## 概要
住所：〒649-6399 和歌山県和歌山市川辺638
郵政民営化後の2008年（平成20年）に、用地の関係から、郵便事業和歌山支店川辺集配センターのみ約1.4km西に移転した。2012年（平成24年）の日本郵便株式会社の発足にあたり全国の集配センターの多くは併設郵便局に統合されたが、同集配センターは別立地であったことから、和歌山中央郵便局の川辺集配分室として分離された。
なお、当郵便局は県北部に位置しており、かつて存在した県中部の川辺町（現・日高川町）とは関係無い（町名はかわべで、読みも異なる）。

## 沿革
- 1873年（明治6年）4月13日 - 山口郵便取扱所として開設[1]。
- 1875年（明治8年）1月1日 - 山口郵便局（四等）となる。
- 1880年（明治13年）4月 - 山口ノ内里村郵便局に改称。
- 1883年（明治16年）10月 - 山口郵便局に改称。
- 1885年（明治18年）10月1日 - 貯金取扱を開始。
- 1890年（明治23年）12月16日 - 為替取扱を開始。
- 1892年（明治25年）4月1日 - 川辺郵便局に改称。
- 1956年（昭和31年）3月1日 - 紀伊郵便局から電報配達事務の一部[2]を移管[3]。
- 1969年（昭和44年）6月6日 - 電話交換業務を和歌山電報電話局に移管。
- 1984年（昭和59年）6月1日 - 和文電報配達業務を和歌山西電報電話局に移管。
- 2007年（平成19年）10月1日 - 民営化に伴い、併設された郵便事業和歌山支店川辺集配センターに一部業務を移管。
- 2008年（平成20年）7月22日 - 川辺集配センターを和歌山市宇田森へ移転（川辺郵便局は従来地で営業を継続）。
- 2012年（平成24年）10月1日 - 日本郵便株式会社発足に伴い、郵便事業和歌山支店川辺集配センターが和歌山中央郵便局川辺集配分室となる。

## 取扱内容
- 郵便、印紙、ゆうパック、内容証明
- 貯金、為替、振替、振込、国債
- 生命保険、バイク自賠責保険
- ゆうちょ銀行ATM

## 周辺
- イズミヤスーパーセンター紀伊川辺店
- 国道24号
- 紀の川

## アクセス
- JR和歌山線 布施屋駅から徒歩約30分
- 阪和自動車道 和歌山北ICから東へ約4.3km
- 駐車場あり：2台